# Velký Javorník (Beskid Morawsko-Śląski)
Velký Javorník (918 m n.p.m.) – szczyt górski w Beskidzie Morawsko-Śląskim, na Morawach w Czechach. Najwyższy szczyt najbardziej na zachód wysuniętej części pasma, określanej jako Veřovické vrchy (Góry Veřovickie). Góra wznosi się około 4,5 km na południowy zachód od centrum miasta Frenštát pod Radhoštěm. 
Wielki Javornik jest znanym miejscem turystycznym ze schroniskiem pochodzącym z 1934 roku. W 2013 r. obok schroniska oddano do użytku drewnianą, dziewięciokondygnacyjną wieżę widokową wysokości 26 m. W pogodne dni widać z niej m.in. Łysą Górę, Kněhyně, Radhošť i Ondřejník. Widać również miasta takie jak Frenštát pod Radhoštěm, Frydek-Mistek, Novy Jicin, Kopřivnice, a przy dobrej widoczności także Ostrawę i Hawierzów. Na północnym zachodzie widok sięga po Jesioniki. Rocznie Wielki Javornik odwiedza około 30 tysięcy turystów. 

## Przypisy

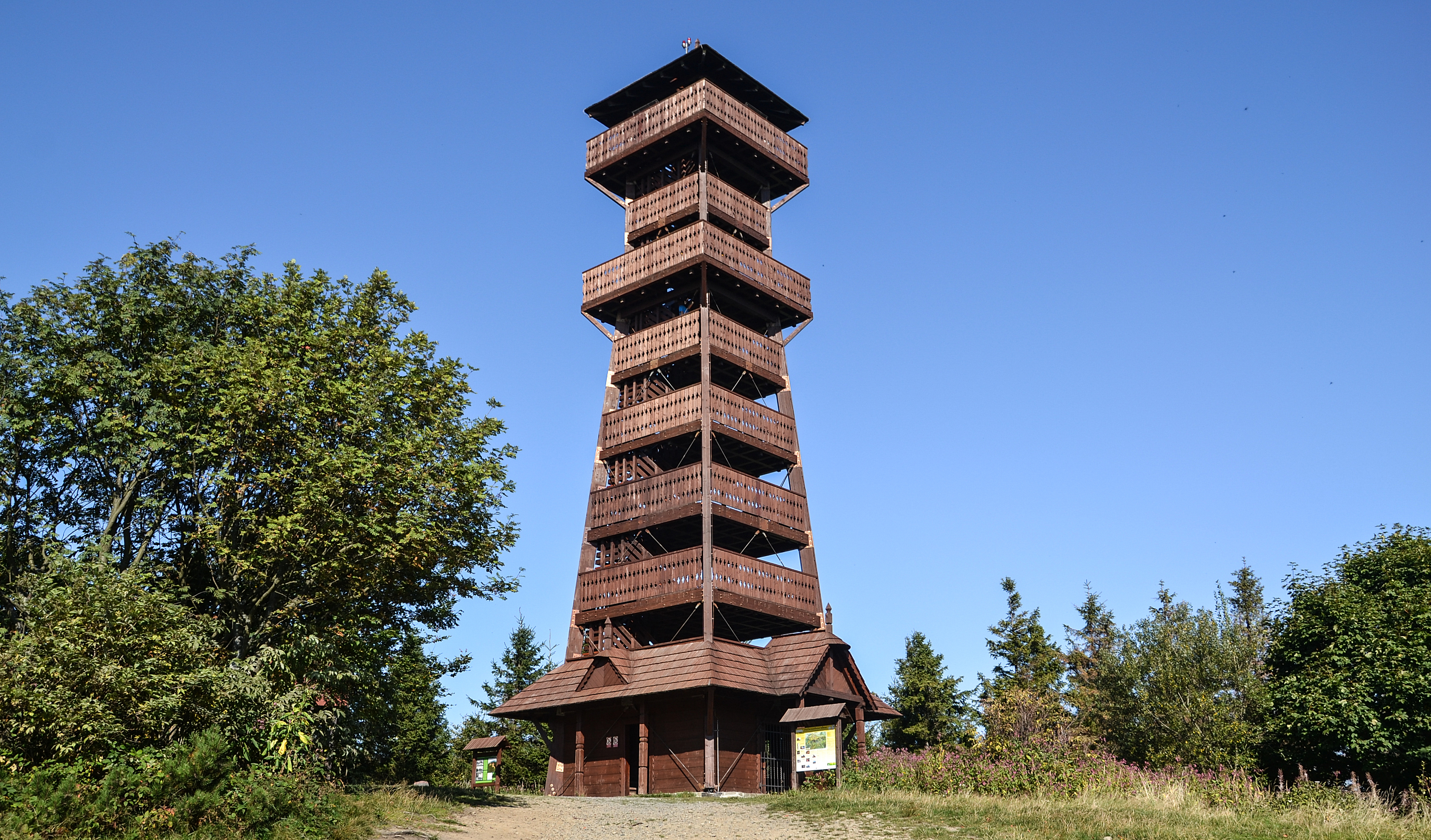
Wieża widokowa